# Герб Новогрудка
Герб Новогрудка — геральдичний символ міста Новогрудка і Новогрудського району. Герб і прапор затверджені рішенням Новогрудської районної ради депутатів від 16 травня 2001 № 70.

## Історія

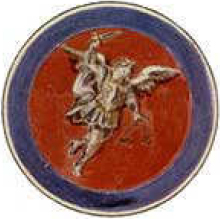
Зображення герба з великокнязівського привілею 1792 року

Перші відомості про герб Новогрудка містяться в гербовнику польського геральдиста XVI століття Бартоша Папроцького, в якому зазначено, що «Новоградське воєводство використовує для свого герба чорного ангела на червоному полі, місто Новоградак використовує за герб Погоню, яка має Замок». Через певний час з герба зник замок, а обидва герби (з чорним ангелом і Погонею) стали вважатися воєводськими. Наприкінці XVI століття з герба зникає і чорний ангел.
18 березня 1595 року король польський і великий князь литовський Сигізмунд Ваза надав місту новий герб: «у червоному полі постать архангела Михаїла в чорних латах з крилами за спиною; у правій руці меч, у лівій — терези».

Витяг з відповідного великокнязівського привілею:
| Ліві лапки | ...печати местской на ратуш Архангела Михаила в одной раце меч, а в другой вага. | Праві лапки |

На початку XVIII століття герб Новогрудка доповнився змієм-дияволом. Російський варіант герба, затверджений у 1845 році, в основному зберіг ту ж композицію, лише з деякими змінами (архангел повернув меч вістрям на змія, у якого зникли крила).
У 1857 році Російське геральдичне управління ввело нові правила складання земельних і міських гербів, які передбачали використання зовнішніх прикрас. Відповідно до цих правил у 1860-х рр. разом із проектами гербів понад десятка білоруських міст було складено новий герб Новогрудка, на якому архангела замінили на стилізоване крило і руку з мечем.
У сучасній Білорусі офіційний статус герб отримав 16 травня 2001 року. У реєстрі гербів Білорусі значиться під № 74.

## Опис
Герб Новогрудка являє собою бароковий щит, у червоному полі якого зображений святий Архангел Михаїл, який стоїть на зеленій землі в чорних обладунках з крилами за спиною. У правій руці в нього меч, у лівій — терези.